# There's A Razzia Going On vol 2
There's A Razzia Going On vol 2 är en samlingsskiva med artister från skivbolaget Razzia Records som släpptes 7 oktober 2009.

## Låtlista
| 1.  | I Fold - Hello Saferide                                                     |
| 2.  | You Remember The Goodtimes But The Goodtimes Don't Remember You - Joel Alme |
| 3.  | Song is holy - David Sandström Overdrive                                    |
| 4.  | BAPADA - Theodor Jensen                                                     |
| 5.  | With lowered arms - I ARE DROID                                             |
| 6.  | I'm just another boy - Konie                                                |
| 7.  | Låt mej va - Dundertåget                                                    |
| 8.  | Violent Playground - Jonna Lee                                              |
| 9.  | Ctr+Alt+Del My Heart (Fredrick Carlsson Remix) - They live by night         |
| 10. | Min hemstad – Säkert!                                                       |
| 11. | Because of you – Maia Hirasawa                                              |